# 特奥多尔·蒙森
克里斯蒂安·马蒂亚斯·特奥多尔·蒙森（1817年11月30日—1903年11月1日），德国古典学者、法学家、历史学家、记者、政治家、考古学家、作家，1902年诺贝尔文学奖获得者。蒙森早年在基爾大學攻讀法律和語言學，一八四二年獲哲學博士學位。後長期在大學教授歷史，對古代史，特別是羅馬史有精湛的研究。 他关于罗马历史的作品对当代的研究仍十分重要。他也是一个突出的政治家，曾是普鲁士和德国的国会議员。他对罗马法和债法的研究对德国民法典有著重大的影响。
他曾在法国及意大利考研罗马古碑刻三年。1848年任莱比锡大学法律学讲师，后转任苏黎世大学罗马法教授。1858年任柏林大学古代史教授。1882年因演说时攻击俾斯麦面被捕，旋开释。主要著作为《罗马史》五卷，其中第四卷未完成。取材丰富，考订谨严，对近代罗马史研究有很大影响。还著有《德国历史古文献集》《拉丁铭文集成》《罗马国家法》等。

## 主要的作品
- 作家搜集、整理、編輯出版的十六大冊《拉丁銘文集》（Corpus Inscriptionum Latinarum），与海因里希·基佩尔特合编。[1]
- 《罗马史》—該作讓作家榮獲1902年的諾貝爾文學獎。[1]
- 《羅馬法》

## 作品的中譯
- 諾貝爾文學獎全集編譯委員會/編譯，《徐利‧普魯東(1901)/奧道‧莫姆森(1902)》，台北市：九華文化，1980年。
- 孟祥森/譯，《羅馬史》，台北市：遠流，1982年。
- 李稼年/譯，《羅馬史》，北京市：商務印書館，1994年、2004年。